# 住友軽金属工業
住友軽金属工業株式会社（すみともけいきんぞくこうぎょう、英文社名 Sumitomo Light Metal Industries, Ltd.）は、アルミ・銅材料を製造していたかつての住友グループの企業であり、住友グループ広報委員会にも参加していた企業である。
2013年10月1日に古河スカイに吸収合併され、株式会社UACJとなり消滅した。

## 主力製品・事業
- アルミ板
- アルミ押出製品
- 伸銅品

## 主要事業所
- 本社 - 東京都港区新橋5-11-3
- 名古屋製造所 - 名古屋市港区千年3丁目1-12
- 研究開発センター - 名古屋市港区千年3丁目1-12（名古屋製造所内）

## 沿革
- 1959年（昭和34年）8月24日 - 住友金属工業の出資により会社設立。
- 1959年（昭和34年）9月1日 - 住友金属工業の伸銅・アルミ圧延部門（名古屋製作所）を継承し、営業開始。
- 1962年（昭和37年）12月24日 - 東証2部に株式上場。
- 1964年（昭和39年）2月1日 - 東証1部に指定替え。
- 1969年（昭和44年）5月 - 千葉製作所操業開始。
- 1972年（昭和47年）2月21日 - 子会社として住軽アルミニウム工業を設立。
- 1975年（昭和50年）10月 - 技術研究所開設。
- 1985年（昭和60年）4月 - 住軽伸銅工業株式会社（1969年3月設立、本社：愛知県宝飯郡一宮町=現：豊川市）を吸収合併し、同社工場を伸銅所とする。
- 2009年（平成21年）2月 - 株式会社日本アルミを完全子会社化。
- 2011年（平成23年）10月 - 伸銅所を「株式会社住軽伸銅」として会社分割（事実上の再分離）。
- 2013年（平成25年）10月 - 古河スカイに吸収合併され、株式会社UACJとなる。

## 主要関係会社

### 国内グループ企業
- ナルコ岩井
- 住軽テクノ
- 住軽アルミ箔
- 住軽伸銅
- 住軽商事
- スミケイ運輸
- 住軽日軽エンジニアリング（持分法適用関連会社）